# 오가와 마사키 (1999년)
오가와 마사키(일본어: 小川 真輝, 1999년 5월 22일~)는 일본의 축구 선수이다.

## 구단 경력
그는 2022년 J3리그의 테게바자로 미야자키에 입단했다. 2023년까지 23경기에 출전하여, 1득점을 넣었다. 2024년 FC 기후로 이적했다. 2025년 일본 풋볼 리그의 YSCC 요코하마로 이적했다.